# Causse-Vieil
Causse-Vieil era una comuna francesa que estaba situada en el departamento de Tarn y Garona, de la región de Occitania, que en 1806 pasó a formar parte de la comuna de Parisot, por fusión simple.

## Demografía
| Gráfica de evolución demográfica de Causse-Vieil entre 1793 y 1800 |
|                                                                    |
| Datos según el nomenclátor publicado por la EHESS/Cassini.         |